# Farsk
Farsk (Fries voor vers) was een Fries literair tijdschrift, dat deels via Internet, deels via de gedrukte media werd verspreid. Het werd op 21 februari 2003 opgericht en ging in 2009 samen met Hjir op in het nieuwe tijdschrift Ensafh. Farsk was zelf weer een van de opvolgers van het in 2003 ter ziele gegane Kistwurk. Oprichter en eerste hoofdredacteur was Abe de Vries, die later werd opgevolgd door Piter Boersma. Het blad werd in de eerste jaren van zijn bestaan uitgegeven door uitgeverij Bornmeer. In 2006 nam de Stichting Farsk het uitgeven over.
De redactie van Farsk bracht eenmaal per jaar een gedrukte selectie uit, het Farsk-jierboek. Hierin stond het beste van wat er in de loop van het jaar op de website was gepubliceerd. Verder verzorgde de redactie jaarlijks vijf à zes gedrukte themanummers onder de naam Farskskrift, die ook in boekhandels werden verkocht. Op het Farskskrift kon men een postabonnement nemen.
Naast proza en poëzie in het Fries werden er ook recensies van nieuwe boeken, filmpjes, schrijversinterviews en af en toe Nederlandstalige literatuur opgenomen. Na de fusie met Hjir tot Ensafh is dit niet veranderd.